# Mashable
Mashable là một trang web truyền thông kỹ thuật số được thành lập bởi Pete Cashmore vào năm 2005.

## Lịch sử
Mashable được thành lập bởi Pete Cashmore khi sống ở Aberdeen, Scotland, vào tháng 7 năm 2005. Ban đầu trang web là một blog WordPress đơn giản, với Cashmore là tác giả duy nhất. Sự nổi tiếng đến tương đối nhanh chóng, khi tạp chí Time ghi nhận Mashable là một trong 25 blog tốt nhất năm 2009. Tính đến tháng 11 năm 2015, nó đã có hơn 6.000.000 người theo dõi trên Twitter và hơn 3.200.000 người hâm mộ trên Facebook. Vào tháng 6 năm 2016, nó đã mua lại kênh YouTube CineFix từ Whalerock Industries.
Vào tháng 12 năm 2017, Ziff Davis đã mua Mashable với giá 50 triệu đô la, một mức giá được Recode mô tả là giá "bốc lửa". Mashable đã không đạt được các mục tiêu quảng cáo của mình, tích lũy khoản lỗ $4.2 triệu trong quý kết thúc vào tháng 9 năm 2017. Sau khi bán, Mashable sa thải 50 nhân viên, nhưng vẫn giữ các quản lý cao nhất. Do giá trị giảm, các lựa chọn cổ phiếu phát hành cho nhân viên trước đây trở nên vô giá trị.

## Mashable Awards
Vào ngày 27 tháng 11 năm 2007, Mashable đã ra mắt Giải thưởng Web mở quốc tế (International Open Web Awards) đầu tiên để công nhận các cộng đồng và dịch vụ trực tuyến tốt nhất. Việc bỏ phiếu được tiến hành trực tuyến thông qua Mashable và 24 đối tác blog của nó. Vào ngày 10 tháng 1 năm 2008 tại khách sạn Palace, San Francisco, Mashable đã công bố những người chiến thắng giải thưởng Open Web Awards đầu tiên. Người chiến thắng bao gồm Digg, Facebook, Google, Twitter, YouTube, ESPN, Cafemom và Pandora.
Giải thưởng Web mở thường niên lần thứ 2 là một cuộc thi quốc tế trực tuyến diễn ra từ tháng 11 đến tháng 12 năm 2008. Trong số những người chiến thắng trong thành phần "Lựa chọn của mọi người" (People's Choice) có Encyclopedia Dramatica trong danh mục wiki, Digg trong danh mục "Tin tức xã hội và Đánh dấu xã hội", Netlog trong danh mục "Mạng xã hội chính thống và lớn" và MySpace trong danh mục "Địa điểm và sự kiện".
Giải thưởng Web mở lần thứ 3 được tổ chức vào tháng 11 và tháng 12 năm 2009. Những người chiến thắng bao gồm Pandora Radio cho trang web hoặc ứng dụng âm nhạc di động hay nhất, Fish Wrangler cho trò chơi hay nhất trên Facebook và "Đề xuất hôn nhân bất ngờ ở Tây Ban Nha" (Surprise Marriage Proposal in Spain) là video hay nhất trên YouTube.
Năm 2010, Mashable đổi tên Giải thưởng Web mở thành Giải thưởng Mashable thường niên (Annual Mashable Awards) lần thứ 4. Giải thưởng Mashable chính thức ra mắt vào ngày 27 tháng 9 năm 2010 với các đề cử cho các hạng mục bao gồm Trò chơi di động hay nhất, Sử dụng API tốt nhất, Video trên web hay nhất, Công ty mới triển vọng nhất và Doanh nhân của năm. Những người chiến thắng bao gồm HootSuite cho Công cụ quản lý phương tiện xã hội tốt nhất, ReachLocal cho Dịch vụ truyền thông xã hội tốt nhất dành cho doanh nghiệp nhỏ, iPad cho tiện ích mới tốt nhất và Angry Birds cho trò chơi di động hay nhất.